# Luigi Ferdinando Tagliavini

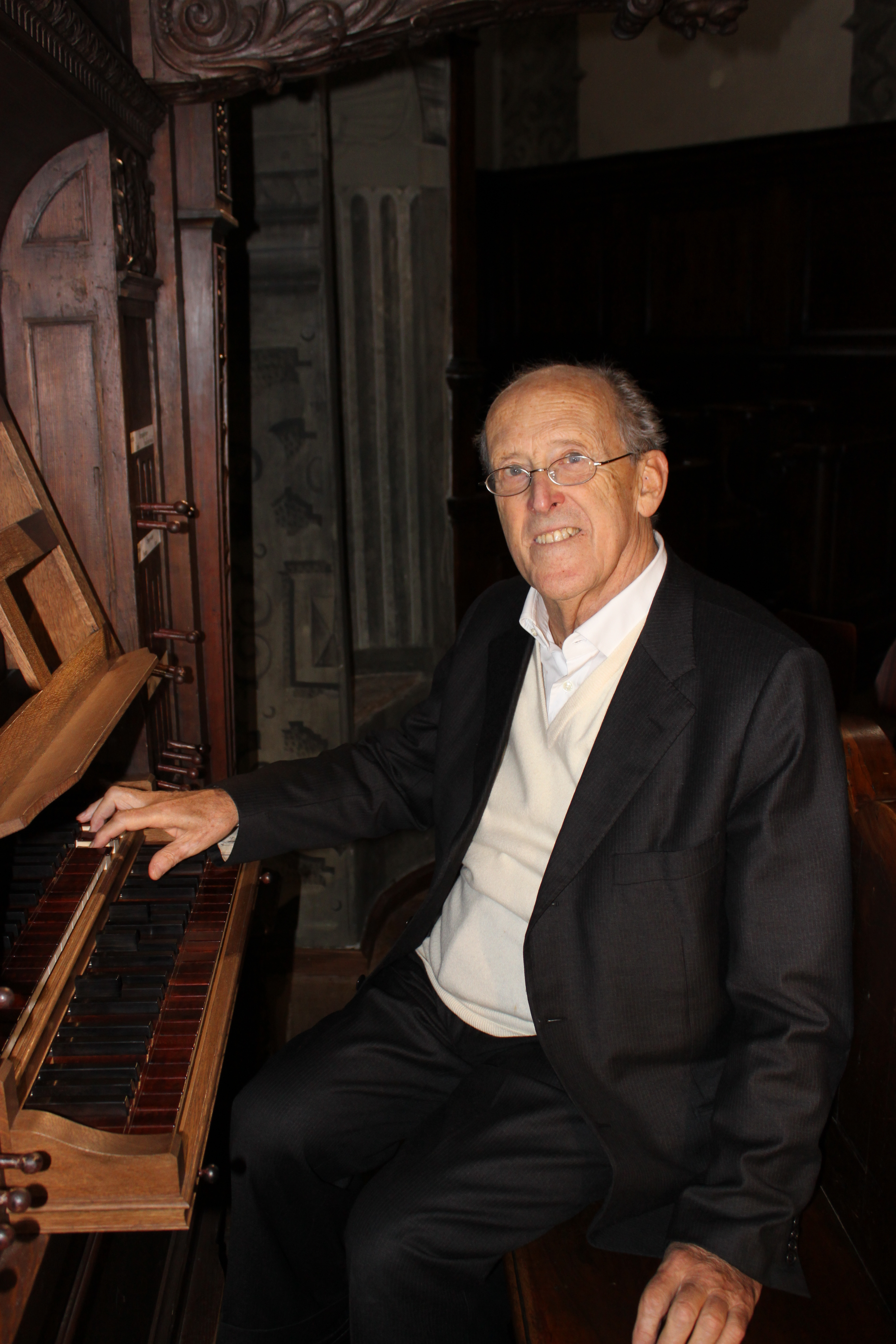
Luigi Ferdinando Tagliavini (2012)

Luigi Ferdinando Tagliavini (* 7. Oktober 1929 in Bologna; † 11. Juli 2017 ebenda) war ein italienischer Organist, Cembalist und Musikwissenschaftler.

## Leben
Tagliavini studierte an den Konservatorien von Bologna und Paris und an der Universität Padua. Er unterrichtete dann Orgel an den Konservatorien von Bozen, Parma und Bologna. Von 1971 bis zu seiner Emeritierung im Jahr 2000 war er ordentlicher Professor für Musikwissenschaft an der Universität Freiburg in der Schweiz.
Für seine Konzerttätigkeit und seine Platteneinspielungen erhielt er 1972 und 1973 den Premio della discografia italiana und 1976 den Schallplattenpreis der deutschen Phono-Akademie. Für eine Einspielung von Werken Andrea und Giovanni Gabrielis an der historischen Orgel von San Petronio in Bologna, gemeinsam mit dem niederländischen Organisten Liuwe Tamminga, wurde er 1991 von der Fondazione Giorgio Cini in Venedig mit dem Antonio-Vivaldi-Preis ausgezeichnet. 1982 erhielt er in Innsbruck den Tiroler Adler-Orden in Gold. Im gleichen Jahr wurde er Mitglied der Accademia Nazionale di Santa Cecilia.
Neben seiner Tätigkeit als Interpret trat Tagliavini auch mit musikwissenschaftlichen Schriften hervor. Als Herausgeber veröffentlichte er Werke u. a. von Frescobaldi, Zipoli, Mozart.
1996 verlieh ihm die Universität Edinburgh einen Ehrendoktortitel für Musik, und das Londoner Royal College of Organists ernannte ihn zum Ehrenmitglied.
Tagliavini besaß eine bedeutende Sammlung historischer Tasteninstrumente, die in John Henry van der Meers Monografie Luigi Ferdinando Tagliavini, Clavicembali e spinette dal XVI al XIX secolo (Bologna 1986) dokumentiert wurde. Seit 2010 ist sie einer weiteren Öffentlichkeit zugänglich.

## Veröffentlichungen (Auswahl)
als Herausgeber
- Domenico Zipoli: Orgel und Cembalowerke. 2 Bände. W. Müller, Heidelberg 1958.